# Windhoek
Windhoek (/vɪnt.hʊk/; nemško Windhuk; kojkojsko |Aiǁgams; otjiherersko Otjomuise) je glavno in največje mesto Republike Namibije. Je v središču Namibije na planoti na območju višavja Khomas na okoli 1700 m nadmorske višine. Windhoek je imel v letu 2011 325.858 prebivalcev, število stalno narašča zaradi priseljevanja z drugih območij Namibije.
Mesto se je razvilo ob stalnem izviru in je znano po avtohtoni pastoralni skupnosti. Hitro se je razvilo po prihodu Jonkerja Afrikanerja, voditelja Orlamov, ki se je tu naselil leta 1840 in zgradil kamnito cerkev za svojo skupnost. V naslednjih desetletjih je bilo več vojn in sovražnosti, naselje je postalo zanemarjeno in uničeno, tako da je bil Windhoek drugič ustanovljen leta 1890, po prihodu nemške cesarske vojske pod poveljstvom majorja Curta von Françoisa.
Windhoek je družbeno, gospodarsko, politično in kulturno središče države. Skoraj vsa namibijska državna podjetja, državni organi, izobraževalne in kulturne ustanove imajo sedež v mestu.

## Etimologija
Mesto Windhoek je znano po dveh imenih: |Ai-ǁGams (kojkojsko "vroči izvir") in Otjomuise  (otjiherersko "prostor pare"). Obe stari imeni se nanašata na vroče vrelce v bližini današnjega mestnega središča. Druga starejša imena mesta so Queen Adelaide’s Bath (Sir James Edward Alexander), Barmen (Carl Hugo Hahn, renska misijonska družba), Concordiaville (po misijonarju Josephu Tindallu Wesleyanu) in Wind Hoock (Jan Jonker Afrikaner). 
O uveljavitvi imena Windhoek je več različnih teorij. Večina verjame, da izhaja iz afrikanske besede wind-hoek (vetrni kot). Po drugi teoriji je Jonker Afrikaner imenoval Windhoek po gorovju Winterhoek v Tulbaghu v Južni Afriki, kjer so živeli njegovi predniki. Prvič je Windhoek omenjen v pismu Jonkerja Afrikanerja Josephu Tindallu z dne 12. avgusta 1844 .
Na začetku nemške kolonialne dobe je guverner Theodor Leutwein 14. maja 1903 odločil, da bo uradno ime mesta Windhoek.

## Zgodovina

### Predkolonialno obdobje
Leta 1840 je Jonker Afrikaner ustanovil naselje Windhoek.  S privrženci se je naselil v bližini enega glavnih izvirov tople vode v današnjem predmestju Mali Windhoek. Zgradil je kamnito cerkev, ki je sprejela 500 ljudi, v njej je bila tudi šola. Dva renska misijonarja, Carl Hugo Hahn in Franz Heinrich Kleinschmidt, sta začela delovati v kraju konec leta 1842 in bila dve leti pozneje zamenjana  z dvema metodistoma, Richardom Hardyjem in Josephom Tindallom.  Windhoek je postal urejen in je nekaj časa cvetel, vendar so vojne med Nami in Hereri sčasoma uničile naselje. Po dolgi odsotnosti je Hahn leta 1873 spet obiskal mesto in je bil zgrožen, ko je videl, da od nekdanje blaginje ni ostalo nič. Junija 1885 je švicarski botanik med zanemarjenim sadnim drevjem našel le šakale in sestradane  pegatke. 

### Kolonialno obdobje
Leta 1878 je Velika Britanija anektirala Zaliv kitov (Walvis Bay) in ga leta 1884 priključila Rtu dobrega upanja, ni pa razširila svojega vpliva v notranjost. Na zahtevo trgovcev iz Lüderitza je bila 1884 izdana deklaracija o nemškem protektoratu nad Nemško Jugozahodno Afriko. Nemška kolonija je nastala z določitvijo meja leta 1890 in Nemčija je poslala zaščitni korpus pod vodstvom majorja Curta Françoisa za vzdrževanje reda. Françoisov garnizon je bil nameščen v Windhoeku in je strateško blažil spore med Nami in Hereri. 12 močnih izvirov je zagotavljalo vodo za pridelavo hrane.
Kolonialni Windhoek je bil ponovno ustanovljen 18. oktobra 1890, ko je François položil temeljni kamen za Staro trdnjavo (Alte Feste).  Po letu 1907 se je razvoj pospešil s preseljevanjem ljudi s podeželja v mesto. Prišlo je tudi precej evropskih naseljencev iz Nemčije in Južne Afrike. Podjetja so se naselila ob Cesarjevi ulici (Kaiser strasse) (zdaj Avenija osamosvojitve /Independence Avenue/) in po grebenu nad mestom. V tem času so bili v Windhoeku zgrajeni trije gradovi: Heinitzburg, Sanderburg in Schwerinsburg.

### Južnoafriška uprava po 1. svetovni vojni
Nemško kolonialno obdobje se je končalo po koncu prve svetovne vojne, ko so maja 1915 v imenu britanskega imperija južnoafriške čete zasedle Windhoek. V naslednjih petih letih je državo upravljala vojaška vlada Jugozahodne Afrike. Razvoj mesta Windhoek in države, pozneje znane kot Namibija, se je  ustavil. Po drugi svetovni vojni je razvoj Windhoeka postopoma dobil nov zagon, saj je bilo na voljo več kapitala za izboljšanje gospodarstva. Po letu 1955 so bili začeti veliki javni projekti, kot so gradnja novih šol in bolnišnic, asfaltiranje mestnih cest (projekt se je leta 1928 začel na Cesarjevi ulici) ter gradnja jezov in cevovodov za končno ustaljeno oskrbo z vodo. Leta 1958 so kot prvi na svetu uvedli recikliranje odplak. Po čiščenju odpadne vode jo neposredno pošiljajo v mestni oskrbni vodovodni sistem. 
Windhoek je uradno dobil mestne pravice 18. oktobra 1965 ob 75. obletnici druge ustanovitve mesta. 

### Po osamosvojitvi Namibije
Z neodvisnostjo Namibije leta 1990 je bil Windhoek priznan kot glavno mesto. Še danes je glavno mesto Republike Namibije, pa tudi pokrajinsko središče osrednje regije Khomas. Od takrat je mesto doživelo pospešeno rast in razvoj.

## Geografija
Mesto leži na položni ravnici na severni strani visoke planote Khomas v kotlini Windhoek, ki se razteza v smeri sever–jug približno 80 km proti mestu Okahandja. Srednja nadmorska višina Windhoeka je 1657 m.
Razširitev območja mesta je bila poleg finančnih omejitev izziv zaradi geografske lege. V južnih, vzhodnih in zahodnih smereh Windhoek obdajajo skalnata, gorska območja, ki omogočajo drag razvoj zemljišč. Južna stran ni primerna za industrijski razvoj zaradi podzemnih vodonosnikov. Tako ostaja le veliko območje primestja Brakwater severno od mesta edini primeren prostor za širitev Windhoeka. 
Kljub temu je mestni svet Windhoeka načrtoval širitev mestnih meja, ki naj bi pokrivale 5133,4 km². Tako naj bi bil Windhoek tretje največje mesto na svetu po površini, za Tjandžinom in Carigradom, čeprav je gostota prebivalstva le 63 prebivalcev na km². 

### Predeli mesta
Windhoek je razdeljen na več upravnih enot:
Academia, Auasblick, Avis, Cimbebasia, Dorado Park, Donkerhoek, Eros, Eros Park, Greenwell Matongo, Goreangab, Hakahana, Havanna, Hochland Park, Katutura, Khomasdal, Kleine Kuppe, Klein-Windhoek, Lafrenz Industrial Area, Ludwigsdorf, Luxury Hill, Northern Industrial, Okuryangava, Olympia, Otjomuise, Pionierspark, Prosperita, Rocky Crest, Southern Industrial, Suiderhof, Wanaheda, Windhoek Central, Windhoek North, Windhoek West.

### Podnebje
Windhoek je v polsušni podnebni regiji (Köppen: BSH). Dnevi so večinoma vroči, zelo vroči poleti, medtem ko so noči precej hladnejše. Povprečna letna temperatura je 19,47 °C, kar je precej za mesto na visoki nadmorski višini na robu tropov. To je predvsem zaradi razširjenosti vročega severnega zračnega toka in gora na jugu, ki dajejo zavetje mestu pred hladnimi južnimi vetrovi.
V zimskih mesecih, junija, julija in avgusta, pade malo ali nič dežja. Najnižje temperature so med –5 in 18 °C. Noči so pred zoro navadno hladne in zelo hladne. Skoraj nikoli ne sneži. Dnevne temperature se razlikujejo od največ 20 °C julija do 31 °C januarja.
Čeprav je sezona 2010/11 v deževnem obdobju prinesla rekordnih več kot 1000 milimetrov dežja, je srednja letna količina padavin okoli 360 mm, kar je  premalo za poljedelstvo brez zalivanja. Naravno rastlinje območja je grmičevje in stepa. Suše so redne z dvema najhujšima sezonama v polpretekli zgodovini, 1981/82 in 2012/13, ko je padlo samo 126 oziroma 166 milimetrov dežja. 

## Uprava
Windhoek je edino naselje v Khomasu s samostojno upravo. Vodi jo občinski svet, ki ima 15 sedežev. 

## Demografija
V Windhoeku je leta 1971 živelo približno 26.000 belcev in okoli 24.000 temnopoltih. Približno tretjina belih prebivalcev v tistem času ali vsaj 9000 premožnih posameznikov je govorilo nemško. Zdaj ima Windhoek več kot 322.500 prebivalcev (65 % temnopoltih, 17 % belcev, 18 % drugih) in se poveča letno za 4 %, v neuradnih naseljih pa skoraj za 10 %.

## Gospodarstvo
Mesto je upravno, poslovno in industrijsko središče Namibije. Po študiji iz leta 1992/93 Windhoek zagotavlja več kot polovico nekmetijskih delovnih mest v Namibiji in ima 96-odstotni nacionalni delež zaposlenih v javnih službah, v prometu in komunikacijah 94-odstotni, v finančnih in poslovnih storitvah 82-odstotni.  Po velikosti je Windhoek v primerjavi z mnogimi drugimi glavnimi mesti tudi družbeno, gospodarsko in kulturno središče države. Skoraj vsa državna podjetja imajo sedež v njem, pa tudi univerza, državno gledališče, vse službe ministrstev, vsi večji mediji in finančne ustanove. Vladni proračun mesta Windhoek je skoraj tak kot vseh drugih namibijskih lokalnih oblasti skupaj.  V obdobju po osamosvojitvi je bilo zgrajenih nekaj nakupovalnih središč, tudi Maerua Mall, Wernhil Park Mall in The Grove Mall.

## Turizem
Zaradi bližine mednarodnega letališča Hosee Kutaka (Hosea Kutako je namibijski heroj) je Windhoek pomemben za turizem Namibije. Poročilo o namibijskem turizmu za leto 2012–2013, ki ga je pripravila Družba za izziv tisočletja (Millennium Challenge Corporation) za namibijski direktorat za turizem, kaže, da 56 % vseh turistov, ki obiščejo Namibijo, obišče Windhoek. Precejšen del namibijskega turizma, ki je povezan s paradržavnimi in upravnimi organi, kot so rezervati z divjimi živalmi (Namibia Wildlife Resorts), Air Namibia in turistična organizacija, pa tudi s turizmom povezana združenja, kot je združenje za gostoljubnost (Hospitality Association ob Namibi), ima sedež v Windhoeku. V Windhoeku je tudi sedež številnih pomembnih hotelov, kot je Windhoek Country Club Resort, in nekaterih mednarodnih hotelskih verig (Avani Hotels and Resorts in Hilton Hotels and Resorts). 

## Znamenitosti
- Stara trdnjava (Alte Feste), zgrajena 1890, danes stavba Narodnega muzeja;
- Kristusova cerkev, luteranska cerkev iz leta 1910, zgrajena v neogotskem slogu s prvinami art nouveauja. Stoji v zgodovinskem centru  Windhoeka blizu vrtov ob parlamentu in Tintenpalastu;[19]
- spomenik Curtu von Françoisu pred Mestno hišo. Odkrit je bil 18. oktobra 1965 ob 75. obletnici druge ustanovitve mesta;
- spomenik herojem, uradni vojni spomenik Republike Namibije;
- Narodna knjižnica;
- konjeniški spomenik (Reiterdenkmal), kip, posvečen zmagi nemškega cesarstva nad Hereri in Nami v letih 1904–1907;[20] kip je bil odstranjen s prvotnega prostora zraven Kristusove cerkve decembra 2013 in je zdaj na ogled na dvorišču Stare trdnjave;[21]
- stolnica svete Marije;
- Vrhovno sodišče Namibije – zgrajeno med 1994 in 1996,[22] je edina stavba, zgrajena v obdobju po neodvisnosti v afriškem arhitekturnem slogu;[23]
- trije gradovi arhitekta Wilhelma Sanderja: Heinitzburg, Sanderburg in Schwerinsburg;[24]
- Tintenpalast – v vrtovih parlamenta, sedež obeh domov namibijskega parlamenta. Stavba je bila zgrajena med 1912 in 1913 ter stoji ob Aveniji Roberta Mugabeja;
- Turnhalle – neoklasicistična zgradba, pri kateri je sodeloval tudi arhitekt Wilhelm Sander, je bila zgrajena 1909;[25]
- javna knjižnica Windhoeka – zgrajena 1925;[26]
- železniška postaja;
- Zoo Park, javni park ob Aveniji osamosvojitve.

## Promet

### Železnica
Windhoek je z železnico povezan z:
- Okahandjo (sever)
- Rehobothom (jug)
- Gobabisom (vzhod)

### Ceste
Leta 1928 je bila prva asfaltirana Cesarjeva cesta, zdaj je Avenija osamosvojitve, deset let pozneje cesta Gobabis, zdaj še cesta Sama Nujome. Danes je od okoli 40.000 km celotnega namibijskega cestnega omrežja posodobljenih približno 5000 kilometrov.
Windhoek ima tri glavne ceste za dostop iz Rehobotha, Gobabisa in Okahandje, ki so asfaltirane in zavarovane pred večjimi poplavami, ki se pričakujejo v petdesetih letih. Posodobljene ceste so predvidene za promet pri 120 kilometrih na uro in naj bi trajale 20 let.
Kot povsod v Namibiji je javni prevoz skromen, prevoz po mestu je mogoč s taksijem. Leta 2013 je bilo 6492 taksijev.

### Letališča
Windhoek ima dve letališči. Bliže mestu je Eros, 7 km južno od središča mesta za manjša letala, in mednarodno letališče Hosee Kutaka, 42 km vzhodno od mesta. V Windhoek in iz njega vozijo številne tuje letalske družbe. Na voljo so tudi čarterski in helikopterski leti ter letala za najem.
Mednarodno letališče sprejme več kot 800.000 potnikov letno. Ima eno vzletno-pristajalno stezo brez omejitve zmogljivosti. Drugi dve mednarodni letališči sta v Walvis Bayu in Lüderitzu. Dnevno so povezana s Frankfurtom. Johannesburg je oddaljen le dve uri poleta, od koder je mogoče leteti v več kot 50 mest. South African Airways, Air Berlin in Air Namibia dnevno letijo v Windhoek, medtem ko TAAG Angola Airlines dvakrat tedensko leti v Luando.
Letališče Eros je najprometnejše letališče v Namibiji, ima največ vzletov in pristankov. [40] To mestno letališče ima okoli 12.000 posameznih letov  letno, večinoma so lahka letala. Omejitve so dolžina vzletno-pristajalne steze, hrup in zračni prostor. Večina čarterskih operaterjev Namibije ima sedež na tem letališču.

## Izobraževanje
Splošne izobraževalne visoke šole v Windhoeku so:
- Namibijska univerza (UNAM),
- Namibijska univerza za znanost in tehnologijo (NUST), od leta 2015 Politehnika Namibije,
- Mednarodna univerza za menedžment (IUM).

Windhoek ima tudi 29 srednjih in 58 osnovnih šol.

## Pobratena mesta
Windhoek je pobraten s temi mesti:
- Šanghaj, od 1. junija 1996
- Richmond, Virginija, ZDA, od 20. marca 1998
- Wetzlar, Nemčija
- Berlin, od 18. aprila 2000[28]
- Trossingen, Nemčija, od 3. oktobra 2000
- Bremen, Nemčija, od 18. aprila 2000
- Douala, Kamerun, od 31. avgusta 2000
- Harare, Zimbabve, od 8. novembra 2000
- Gaborone, Bocvana, od 23. avgusta 2001
- Havana, Kuba, od 23. oktobra 2001
- Eenhana, Namibija, od 17. aprila 2002
- Ongwediva, od 17. aprila 2002
- Ondangwa, od 17. aprila 2002
- Outapi, od 17. aprila 2002
- Ošakati, od 18. aprila 2002
- Lephalale, Republika Južna Afrika, od 22. maja 2002
- Vantaa, Finska, od 13. avgusta 2002
- Walvis Bay, od 8. oktobra 2002
- Mariental, od 11. marca 2003
- Gibeon, od 11. marca 2003
- Maltahöhe, od 12. aprila 2002
- Aranos, od 13. marca 2003
- Stampriet, od 13. marca 2003
- Rehoboth, od 14. marca 2003
- Lüderitz, od 14. marca 2003